# Мегді Бен-Сліман
Мегді Бен-Сліман (фр. Mehdi Ben Slimane, нар. 1 січня 1974, Ель-Крам) — туніський футболіст, що грав на позиції нападника.
Виступав, зокрема, за клуб «Фрайбург», а також національну збірну Тунісу.

## Клубна кар'єра
У дорослому футболі дебютував 1994 року виступами за команду клубу «Ла-Марса», в якій провів два сезони. 
Протягом 1996—1997 років захищав кольори команди клубу «Марсель».
Своєю грою за останню команду привернув увагу представників тренерського штабу клубу «Фрайбург», до складу якого приєднався 1997 року. Відіграв за фрайбурзький клуб наступні три сезони своєї ігрової кар'єри. Більшість часу, проведеного у складі «Фрайбурга», був основним гравцем атакувальної ланки команди.
Згодом з 2000 по 2001 рік грав у складі команд клубів «Боруссія» (Менхенгладбах), «Аль-Наср» (Ер-Ріяд) та «Аль-Ріяд».
Завершив професійну ігрову кар'єру у клубі «Клуб Африкен», за команду якого виступав протягом 2002—2003 років.

## Виступи за збірну
У 1996 році дебютував в офіційних матчах у складі національної збірної Тунісу. Протягом кар'єри у національній команді, яка тривала 6 років, провів у формі головної команди країни 33 матчі, забивши 5 голів.
У складі збірної був учасником Кубка африканських націй 1996 року у ПАР, де разом з командою здобув «срібло», чемпіонату світу 1998 року у Франції, Кубка африканських націй 1998 року у Буркіна Фасо.

## Титули і досягнення
- Срібний призер Кубка африканських націй: 1996